# 佐治·文迪斯
若热·保罗·阿戈什蒂纽·门德斯（葡萄牙語：Jorge Paulo Agostinho Mendes，1966年1月7日—），是一名出生于里斯本的葡萄牙籍足球经理人，他是葡萄牙足球协会的注册经理人，也是1996年成立的经纪公司GestiFute之负责人。门德斯被视为足球经纪界最具影响力之人物，旗下球星及球圈名人包括穆里尼奧、斯科拉里、卡洛斯、撒布隆撒、安德森、法比奥·科恩特朗、佩佩、迪马利亚、克里斯蒂亚諾·罗纳尔多、法尔考、迭戈·科斯塔、布拉希米、卡瓦略、纳尼、夸雷斯马、伊尔马兹、穆蒂尼奥、哈梅斯·罗德里格斯、德赫亚、巴尔德斯及亚马尔等。门德斯是如今球坛影响力最大，也是最被人熟悉的一位经理人 。
2012年12月在迪拜举行的环球足球奖中，门德斯旗下的法尔考贏得年度最佳球员奖，其所属的马德里竞技亦获得年度最佳球队，而时任皇家马德里的主教练穆里尼奥亦被封年度最佳教练。门德斯则是连续3年荣获年度最佳经理人之荣誉。